# Namhansanseong
Namhansanseong (literalmente "Fortaleza da Montanha Han do Sul") é um parque localizado em uma elevação de 480m acima do nível do mar, ao sudeste de Seul, Coreia do Sul. Localiza-se na Namhansan, e contem fortificações que datam do Século XVII, e alguns templos. Pode ser acessado tranquilamente de Seul pela Namhansanseong Station da Linha 8 do Metrô de Seul.

## História
A tradição liga Namhansanseong  com o Rei Onjo fundador de Baekje. Em 672, uma fortaleza chamada Jujangseong (Hanja: 晝長城) foi construída na porção oeste da Namhansan a fim de proteger Silla da Dinastia Tang. Mais tarde a fortaleza foi renomeada para Iljangseong (Hanja: 日長城). Goryeo manteve a fortaleza ativa para funcionar como defesa para Gwangju, a província da capital.
Muito do que existe da fortaleza hoje em dia é datada do Período Joseon. A construção de Seojangdae foi planejada, começando em 1624, quando os Manchus foram ameaçados pela Dinastia Ming na China. Em 1636 durante a Segunda Invasão Manchu da Coreia, o Rei Injo de Joseon se refugiou na fortaleza a fim de tentar se defender do Manchu do Império Qing Hong Taiji, em seguida à Primeira Invasão Manchu da Coreia em 1627. Ele fugiu de sua corte junto com 13.800 soldados para Namhansangeong. Aqui eles conseguiram se defender graças a proteção de 3.000 monges lutadores. Os Manchus não conseguiram atacar a fortaleza graças a uma tempestade, e somente depois de 45 dias de cerco, quando os suprimentos acabaram, e o rei foi forçado a se render, dando seus filhos como reféns e gerando uma aliança com os Ming. O Monumento Samjeondo (Hanja: 三田渡碑) foi construído na rota sul de Seul a Namhansangeong a fim de marcar este evento.
Após a retirada dos Manchus, Namhanseong permaneceu intocável até o reinado de Sukjong de Joseon, que a aumentou e adicionou Pongamseong na porção norte da área da fortaleza em 1686. Um outro anexo, Hanbongseong, foi construído ao longo da costa leste da fortaleza em 1693. Mais trabalhos foram realizados no reinado de Yeongjo de Joseon (1724-76). Os parapeitos de tijolo cinza datam de 1778, durante o reinado de Jeongjo de Joseon.

## Parque Provincial de Namhansanseong

Vista do centro de Seul, das muralhas da fortaleza

A fortaleza permaneceu sem uso e lentamente decaiu até 1954, quando foi designada como parque nacional e grandes reparos foram realizados. A área da fortaleza acomodava nove templos, bem como vários postos de comando e torres de vigis. Hoje um posto de comando, Sueojangdae (守禦將臺), e um único templo, Changgyeongsa (長慶寺), permanecem. Há outros templos mais novos na rota para o portão sul e nas muralhas da fortaleza. Os portões norte, sul e leste foram restaurados.
Seojangdae é onde Injo permaneceu durante o cerco Manchu em 1636. A segunda parte do prédio foi adicionada em 1751, e nesta época o pavilhão tinha outro nome, Mumangnu (無忘樓), que significa "Torre Inesquecível". Esse nome refere-se aparentemente à vergonha inesquecível de se render aos Manchus. O resplendor de Chonggyedang data do mesmo período e foi construído em honra a Yi Hoe, que foi executado erroneamente por suas responsabilidades em construir a parte sul de Namhansanseong.
Um número menos importante de locais como Sungnyeoljeon (崇烈殿, construído em 1638) e Chimgwajeong são associados com o antigo Rei Onjo. Não longe da muralha oeste havia Songsu-tap (頌壽塔), uma torre com uma fênix de metal em seu topo, construída a fim de comemorar 80 anos do presidente Syngman Rhee em 1955. Quando o governo Rhee acabou com a revolução estudantil de 1960, o monumento foi destruído.

## Artes
- Romance: Namhansanseong pelo romancista sul-coreano Kim Hoon. Baseado na Segunda Invasão Manchu da Coreia, em 1636, onde o Rei Injo de Joseon se refugiou na fortaleza.[1]

- 2009: peça musical, Namhansanseong, baseada no romance do mesmo nome, mas com foco nas vidas das pessoas comuns e seu espírito de sobrevivência durante situações adversas.[2]

## UNESCO
Namhansanseong foi incluída na lista de patrimônio Mundial da UNESCO graças a "ser uma síntese dos conceitos de engenharia militar defensiva do período, baseada em influências Chinesas e Japonesas, e mudanças na arte da fortificação seguindo as instruções do Oeste de usar armas à base de pólvora"